# Zedazeniklostret
Zedazeniklostret (georgiska: ზედაზნის მონასტერი) är ett georgisk-ortodoxt kloster beläget på berget Zedazeni, nordöst om staden Mtscheta på östra sidan av floden Aragvi i Georgien. Det är även ett av Georgiens äldsta kloster.

## Historia
Klostrets historia går tillbaka till 510-talet. Klostret grundades av den helgonförklarade Sankt Johannes av Zedazeni på 540-talet.

## Bilder

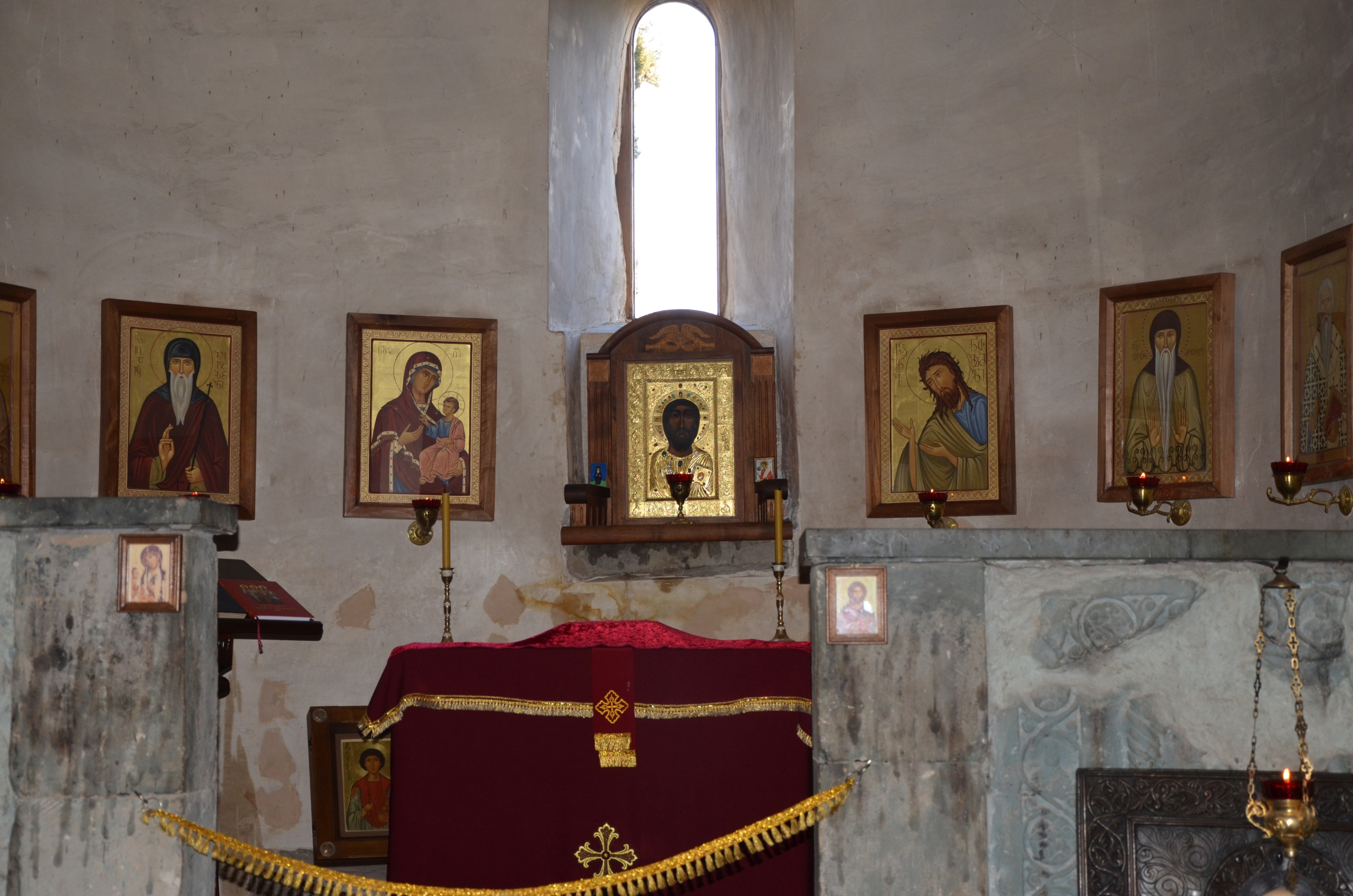
Klostrets interiör.